# Izum
Izum je po službenoj definiciji novo rešenje tehničkog problema, čija je novina definisana i potvrđena službenim dokumentom (tzv. patentom) neke od nacionalnih ili međunarodnih institucija za zaštitu intelektualnog vlasništva.
Hijerarhijski, izum spada u industrijsko vlasništvo, kao podvrsta šire kategorije tzv. intelektualnog vlasništva.
Izum se može temeljiti na:
- izlaganju nove ideje ili još nepriznatog problema koji se treba rešiti (čije rešenje je očigledno kada je jednom problem jasno izrečen)
- pronalaženju rešenja za poznati problem
- pronalaženju uzroka razmatrane pojave (praktična primena te pojave tada postaje očigledna)

Proces stvaranja izuma počinje s inovativnom idejom, koja može sinuti u trenutku nadahnuća, ali sazrevanje izuma u pravilu je dugotrajno i složeno. Od nastanka ideje do njenog pretvaranja u tržišno prihvatljiv proizvod često su potrebna istraživanja, proučavanja, eksperimentalne provere i korekcije na prototipu, stručne, pa i ekspertne obrade, da bi konačna verzija izuma funkcionalno, ergonomski, estetski i po tehnologičnosti rešenja zadovoljila. Besprekorna funkcionalnost te dobar dizajn i tehnologičnost neophodni su, ali ne i dovoljni uslovi za uspeh izuma na tržištu, pa mnogi izumi nikada ne dožive plasman, uprkos svom uloženom trudu izumitelja.
Razvoj ljudske vrste, temelji se na inovativnosti brojnih mislilaca, pa među njima i izumitelja, kao specifične vrste tehnološki orijentisanih inventivnih pojedinaca, zaslužnih za razvoj tehnike i tehnologije.
Upravo se smišljanju i korišćenju oruđa (i oružja) zahvaljuje izdvajanje naše vrste iz ostale faune još od prvobitnih zajednica naših davnih predaka, ali institut patentiranog izuma ustanovljen je tek u 17. veku, a sistematskije se organizuje pojavom industrijalizacije tokom 18. i 19. veka (Detaljnije).
Iako se inovacije, pa i izumi uvek oslanjaju na postojeće stanje tehnike, epohalni izumi 17 - 20. vek poput parna mašina, SUS motora (motor s unutrašnjim sagorevanjem), naizmenična struja, asinhronog motora, tranzistora i poluprovodnik tehnologije i dr. bili su uzrok uzleta tehnološkog razvoja. S povećanjem opsega proizvodnje od pojedinačne - manufakturne do masovne, morala se menjati i organizacija proizvodnje, što je dovelo i do izmene proizvodnih odnosa, tj. industrijalizacije.
Tehnološki razvoj je prvo teški fizički rad čoveka zamenio snagom mašina pokretanih pogonskim gorivima (parna mašina i SUS motor), zatim (barem u masovnoj proizvodnji) sveo fizički rad na minimum u korist intelektualnog rada (automatizacija i robotizacija fabrika), te konačno danas eliminira intelektualne rutine oslobađajući čoveka za kreativno stvaralaštvo pomoću savremenih računarskih programa.
Ako isključimo epohalne izume, koji su bili preduslov industrijske, pa i nedavne informatičke revolucije u tehnološkom razvoju, najveći broj tehnoloških inovacija, pa i izuma nudi tek neznatna poboljšanja ili drugorazredne novitete. Pa ipak, i takvi su izumi od velikog značaja u uslovima današnje konkurencije na svetskom tržištu, na kome je stalno plasiranje novih modela imperativ i pitanje opstanka. Osim toga, niz sitnijih poboljšanja, korak po korak kroz duže vremensko razdoblje rezultira bitnim unapređenjem (primer: postupno povećanje kapaciteta optičkih diskova od CDa do DVDa sa plavom laserskom zrakom (Blu-Ray), dovelo je do bitnog poboljšanja medija za skladištenje digitalnih podataka).

### Patent
Izum se štiti patentom, koga treba podneti nacionalnoj ili međunarodnoj patentnoj instituciji stručno i korektno sastavljenom prijavom patenta. Posebno je važna karakteristika patenta, da je to jedini institut koji svom vlasniku daje pravo na monopol kroz vreme trajanja patentne zaštite (najviše 10, odnosno 20 godina od dana podnošenja prijave) u državama na koje je protegnuta patentna zaštita.
Izum može biti patentiran samo ako je
- nov i prethodno neobjavljen
- ima inventivni nivo koji nije očigledan ekspertu u toj oblasti
- industrijski primenjiv

Patentom, odnosno u njemu sadržanim patentnim zahtevima štite se samo načela funkcionisanja izuma bez navođenja dimenzija ili bilo kakvih drugih izvedbenih podataka, pri čemu način rešenja i funkcionisanja moraju biti potpuno otkriveni u opisu rešenja.
Postupak prijave patenta je strogo propisan, dugotrajan upravni postupak, pri čemu prvenstvo vlasnika patenta kao i rok njegove važnosti počinje s danom upisa prijave u registar prijava, a to je u pravilu dan primanja prijave u patentnoj instituciji.
Patent važi samo na području države u kojoj je prijavljen, međutim objavom prijave u službenom glasniku izum ulazi u poznato stanje tehnike, pa ga eventualni plagijator ne može više štititi na svoje ime ni u državama u kojima stvarni vlasnik nije tražio zaštitu, tj. ne može ostvariti monopol.
Propisanom procedurom može se tražiti i zaštita u grupi država koje su potpisnice odgovarajućih međunarodnih konvencija. Takav je primer EUROPATENT.
Međunarodna zaštita je vrlo skupa, pri čemu značajan deo cene otpada na usluge međunarodnog patentnog zastupnika, koji se u postupku ne može zaobići.

## Razvoj proizvoda
Bez obzira, temelji li se na nepatentiranoj inovaciji ili izumu, razvoj iole složenijeg proizvoda u pravilu sadrži (ili bi trebao sadržati) sledeće faze:
- ideju (za proizvod ili poboljšanje proizvoda ili tehnologije)- može dati i nestručna inovativna osoba
- razvoj idejnog rješenja
- detaljna tehnička i tržišno-ekonomska istraživanja (u kategoriji "razvojnih istraživanja")
- konstrukcija proizvoda (tehnički proračuni i provere, tipizacija i standardizacija, prateća dokumentacija poput korisničkih uputstva za montažu, uporabu itd.)
- razvoj tehnologije za proizvodnju i Know-How-a (konstrukcija alata i naprava)
- ekonomske provere konkurentnosti
- strategija plasmana

Prema ekspertima za marketing, sve navedeno uklapa se u generalni marketing-plan s nešto jačim naglaskom na tržišne komponente.